# Maria Luisa Zuloaga de Tovar
Maria Luisa Zuloaga de Tovar   (Caracas, 8 d'agost de 1902 - Caracas, 5 de maig de 1992) va ser una ceramista veneçolana.

## Educació
Tovar va estudiar pintura amb l'artista català (aleshores amb seu a Caracas) Ángel Cabré i Magriñá, junt amb la seva germana, la pintora Elisa Elvira Zuloaga, a través de classes particulars concertades pel seu pare el 1916. Trobant que preferia l'escultura a la pintura, va començar els estudis el 1936 a l'Escola d'Arts Plàstiques i Aplicades acabada de reobrir i actualitzar de Caracas. Allà va estudiar el naixent programa de ceràmica dirigit per João Gonçalves, així com per a escultora dirigit per Ernesto Maragall. Tovar va viatjar a Nova York el 1939 per estudiar en un taller establert per l'escultor Alexander Archipenko, on va continuar els seus estudis en ceràmica.

## Obres d'art
Tornant a Caracas el 1941, va construir un taller que allotjava un forn de maó, que va ser el segon del país. El 1946 va obtenir el Premi Nacional d'Arts Aplicades al VII Saló Oficial Annual d'Art Veneçolà, així com premis posteriors el 1960 i el 1961. Al llarg de la seva carrera, Tovar va tenir interès per les tradicions vernacles veneçolanes que es manifesta en forma de patrons abstractes que recorden motius precolombins o imatges religioses, com els àngels o la Mare de Déu. Per exemple, des de 1949 fins a la seva mort, Tovar va exhibir ceràmica vidriada a la seva llar, on hi afegia noves figures cada any. A part d'exploracions amb imatges populars, Tovar va experimentar amb materials i es va familiaritzar amb esmalts iridescents que aportaven un aspecte metàl·lic a la seva ceràmica. També utilitzava el forn per formar plaques de vidre, que decorava amb les empremtes de fulles i plantes. El 1962 va obtenir la medalla d'or a l'Exposició Internacional de Ceràmica Contemporània de Praga, i el 1965 la medalla de plata a l'Exposition Internationale, les émaux dans la céramique actuelle, al Museu Ariana (Musée suisse de la céramique et du verre) de Ginebra.

## Exhibicions
- Sala Mendoza (Caracas), 1968 i 1979.
- Museu d'Arte Contemporani de Caracas, 1986.
- «Moderno: Design for Living in Brazil, Mexico, and Venezuela» (en anglès). Americas Society, 2015. Arxivat de l'original el 2018-09-13. [Consulta: 22 agost 2020].